# آلارم شب‌ادراری
آلارم شب‌ادراری وسیله‌ای برای درمان شناختی-رفتاری شب ادراری است.

## تاریخچه
استفاده از آلارم برای درمان شب‌ادراری از پزشکان فرانسوی و آلمانی در دهه اول قرن ۲۰ میلادی نشات گرفته‌است. پزشک آلمانی مینهارد فون فاندلر، اثربخشی درمانی این روش را به صورت اتفاقی کشف نمود. هدف اصلی وی ساخت وسیله‌ای برای هشدار دادن شب‌ادراری کودکان به پرستاران بوده‌است اما پس از مدتی استفاده از آن، تأثیر مثبت قابل توجه دستگاه در درمان کودکان مشاهده شد. با وجود موفقیت اولیه، تا قبل از دهه ۱۹۳۰ میلادی و کارهای دو گروه مستقل روانشناسان،  اوروال موورر و ویلی مورر (۱۹۳۸) و جان مورگان و فرانسس ویتمر (۱۹۳۹)، این درمان توسعه پیدا نکرد. موورر آلارم فاندلر را با اعمال تغییراتی برای ۳۰ کودک (با سن ۳ تا ۱۳) به کار برده و موفقیت استفاده از زنگ به عنوان درمان شب‌ادراری کودکان، در بازه زمانی کوتاه‌تر از ۲ ماه برای درمان، به صورت تجربی نشان دادند. 

## شیوه درمان
فرد پیش از خواب، سنسور را به لباس زیر خود متصل نموده و دستگاه را روشن می‌کند. زمانی که سنسور به وسیله ادرار مرطوب می‌شود، آلارم شب‌ادراری فعال شده و زنگ هشدار را به صدا در می‌آورد، بدین طریق فرد بیدار شده، برای تخلیه ادرار اقدام می‌کند. توصیه می‌شود والدین در زمان هشدار آلارم، کودک خود را بیدار نمایند زیرا ممکن است کودک آلارم را قطع کند و دوباره به خواب رود.
اکیداً پیشنهاد می‌شود در طول درمان، هر شب از آلارم استفاده شود. اثربخشی و نتیجه درمان سریعاً حاصل نمی‌شود و لازم است  برای دو الی سه ماه یا تا زمانی که کودک ۱۴ شب متوالی بدون شب‌ادراری بخوابد درمان ادامه یابد (هر کدام زودتر پیش آید). 

## شرطی‌سازی
آلارم شب ادراری با بهره‌گیری از هر دوی شرطی‌شدن کلاسیک و شرطی‌شدن فعال امکان بیدار شدن فرد از خواب درست قبل از ادرار کردن را فراهم می‌کند.

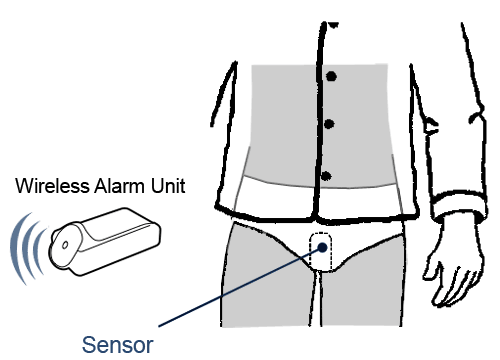
آلارم شب‌ادراری